# Andrey Kuznetsov (tennis)
Pour les articles homonymes, voir Kouznetsov.
Andrey Kuznetsov - en russe : Андре́й Алекса́ндрович Кузнецо́в et en français : Andreï Aleksandrovitch Kouznetsov -, né le 22 février 1991 à Toula, est un ancien joueur de tennis russe, professionnel de 2008 à 2022.
Il a remporté le tournoi simple garçons de Wimbledon 2009 contre Jordan Cox.

## Carrière tennistique

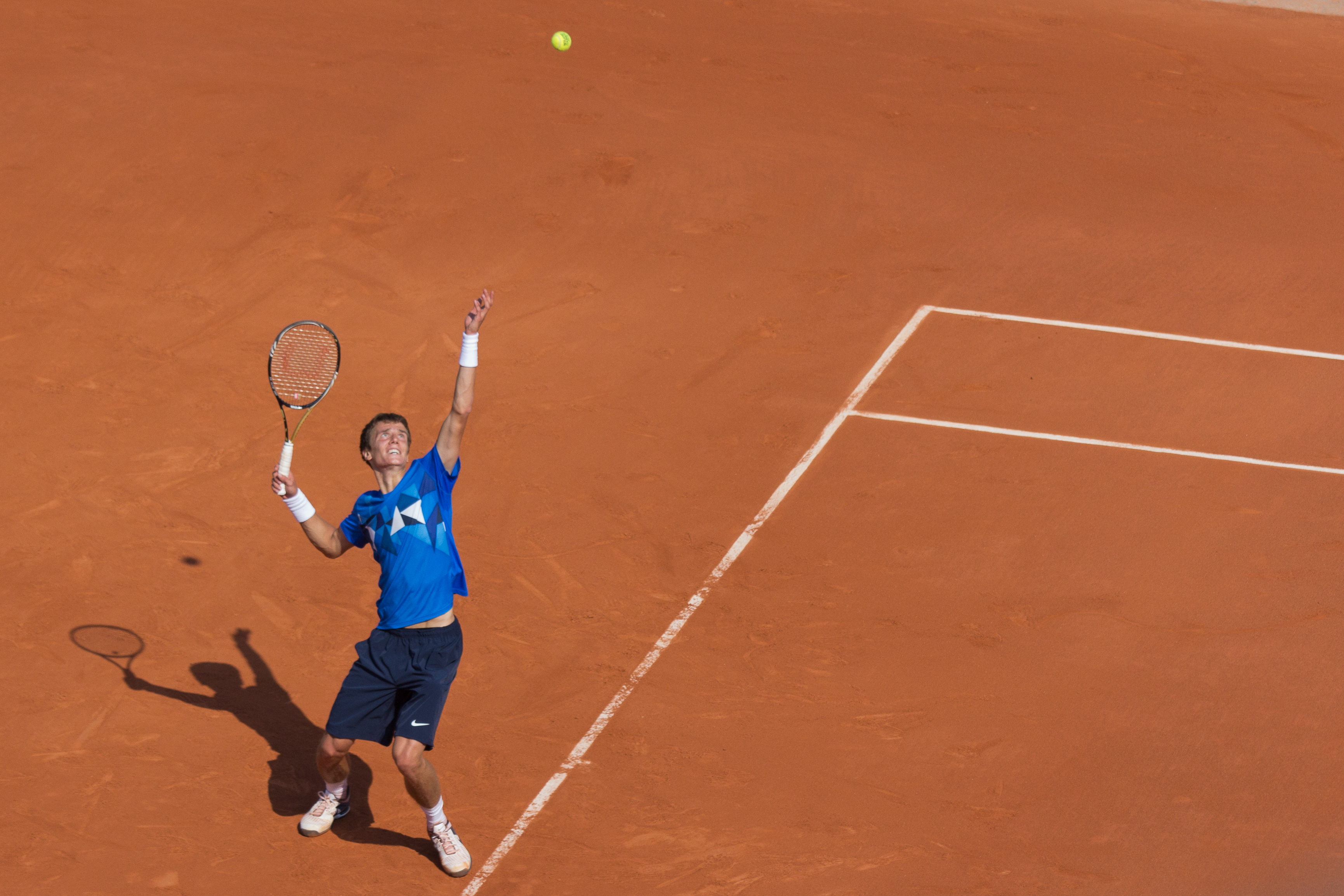
Andrey Kuznetsov en mai 2012 à Roland Garros.

En 2009, il remporte la finale du simple garçons du tournoi de Wimbledon en battant Jordan Cox. Il avait auparavant éliminé Bernard Tomic, Dino Marcan, Hiroyasu Ehara, Gianni Mina et Tristan-Samuel Weissborn.
Il a remporté 7 titres Challenger en simple : à Naples, Todi, Trnava et Lermontov en 2012, Ostrava en 2014 et Manerbio et Côme en 2015. Il a également remporté 5 titres en double au circuit Challenger : Marbella en 2012, Ostrava et Prague en 2014, Happy Valley et Istanbul en 2015
En 2016, il réalise son plus beau parcours en Grand Chelem et atteint les huitièmes de finale de l'Open d'Australie en ayant battu au second tour la 30e tête de série Jérémy Chardy. Au Masters de Miami, il bat le no 4 mondial Stanislas Wawrinka.
Il annonce prendre sa retraite à l'été 2022. À l'été 2023, il sort de sa retraite pour le tournoi de Winston-Salem où il intègre le tableau principal en tant que lucky loser et où il s'incline d'entrée contre Max Purcell.
En décembre 2022, il devient le coach de Roman Safiullin.

## Palmarès

### Finale en double messieurs
| No | Date       | Nom et lieu du tournoi        | Catégorie | Dotation  | Surface    | Vainqueurs                    | Partenaire    | Score    |          |
| -- | ---------- | ----------------------------- | --------- | --------- | ---------- | ----------------------------- | ------------- | -------- | -------- |
| 1  | 06-02-2017 | Garanti Koza Sofia Open Sofia | ATP 250   | 482 060 € | Dur (int.) | Viktor Troicki Nenad Zimonjić | Mikhail Elgin | 6-4, 6-4 | Parcours |

## Parcours dans les tournois duGrand Chelem

### En simple
| Année | Open d'Australie | Open d'Australie | Internationaux de France | Internationaux de France | Wimbledon       | Wimbledon      | US Open         | US Open         |
| ----- | ---------------- | ---------------- | ------------------------ | ------------------------ | --------------- | -------------- | --------------- | --------------- |
| 2010  | —                | —                | —                        | —                        | 1er tour (1/64) | Victor Hănescu | —               | —               |
| 2011  | —                | —                | —                        | —                        | —               | —              | —               | —               |
| 2012  | —                | —                | 1er tour (1/64)          | J.-W. Tsonga             | 1er tour (1/64) | Florent Serra  | —               | —               |
| 2013  | 2e tour (1/32)   | Kevin Anderson   | 1er tour (1/64)          | Ryan Harrison            | 2e tour (1/32)  | Viktor Troicki | 1er tour (1/64) | Dudi Sela       |
| 2014  | —                | —                | —                        | —                        | 3e tour (1/16)  | Leonardo Mayer | 3e tour (1/16)  | Andy Murray     |
| 2015  | 2e tour (1/32)   | Novak Djokovic   | 3e tour (1/16)           | Rafael Nadal             | —               | —              | —               | —               |
| 2016  | 1/8 de finale    | Gaël Monfils     | 2e tour (1/32)           | Kei Nishikori            | 3e tour (1/16)  | Kei Nishikori  | 3e tour (1/16)  | Rafael Nadal    |
| 2017  | 1er tour (1/64)  | Kei Nishikori    | 1er tour (1/64)          | Andy Murray              | 1er tour (1/64) | K. Khachanov   | 1er tour (1/64) | Feliciano López |
| 2018  | —                | —                | —                        | —                        | —               | —              | —               | —               |
| 2019  | —                | —                | —                        | —                        | —               | —              | —               | —               |
| 2020  | —                | —                | —                        | —                        | Annulé          | Annulé         | 2e tour (1/32)  | K. Khachanov    |
| 2021  | —                | —                | —                        | —                        | —               | —              | —               | —               |
| 2022  | —                | —                | 1er tour (1/64)          | D. Schwartzman           | —               | —              | —               | —               |

N.B. : à droite du résultat se trouve le nom de l'ultime adversaire.

### En double
| Année | Open d'Australie            | Open d'Australie         | Internationaux de France   | Internationaux de France  | Wimbledon                  | Wimbledon             | US Open                     | US Open                       |
| ----- | --------------------------- | ------------------------ | -------------------------- | ------------------------- | -------------------------- | --------------------- | --------------------------- | ----------------------------- |
| 2013  | —                           | —                        | —                          | —                         | 1er tour (1/32) E. Donskoy | X. Malisse K. Skupski | —                           | —                             |
| 2016  | —                           | —                        | 1er tour (1/32) E. Donskoy | Jamie Murray Bruno Soares | —                          | —                     | 1er tour (1/32) M. Youzhny  | Andrés Molteni D. Schwartzman |
| 2017  | 2e tour (1/16) K. Khachanov | Sam Querrey Donald Young | —                          | —                         | —                          | —                     | 2e tour (1/16) Malek Jaziri | Steve Darcis Dudi Sela        |

N.B. : le nom du partenaire se trouve sous le résultat ; le nom des ultimes adversaires se trouve à droite.

## Parcours dans lesMasters 1000
| Année | Indian Wells         | Miami                    | Monte-Carlo         | Madrid                | Rome                    | Canada               | Cincinnati | Shanghai          | Paris |
| ----- | -------------------- | ------------------------ | ------------------- | --------------------- | ----------------------- | -------------------- | ---------- | ----------------- | ----- |
| 2013  | 1er tour M. Ebden    | 1er tour V. Hănescu      | —                   | —                     | 2e tour J. M. del Potro | —                    | —          | —                 | —     |
| 2014  | —                    | —                        | —                   | —                     | —                       | —                    | —          | —                 | —     |
| 2015  | —                    | —                        | 1er tour G. Monfils | —                     | —                       | —                    | —          | 1er tour F. López | —     |
| 2016  | 3e tour S. Wawrinka  | 1/8 de finale N. Kyrgios | 1er tour J. Chardy  | 2e tour R. Nadal      | —                       | 1er tour R. Harrison | —          | —                 | —     |
| 2017  | 1er tour F. Delbonis | 2e tour I. Karlović      | 1er tour T. Berdych | 1er tour J.-W. Tsonga | —                       | —                    | —          | —                 | —     |

N.B. : sous le résultat se trouve le nom de l’ultime adversaire.

## Classements ATP en fin de saison
| Année          | 2008 | 2009 | 2010 | 2011 | 2012 | 2013 | 2014 | 2015 | 2016 | 2017 | 2018 | 2019 | 2020 | 2021 | 2022 |
| Rang en simple | 769  | 302  | 231  | 222  | 79   | 146  | 93   | 79   | 46   | 108  | -    | -    | 517  | 264  | 441  |
| Rang en double | -    | 417  | 377  | 374  | 230  | 277  | 243  | 259  | 242  | 155  | -    | -    | -    | 889  | 1284 |

Source : (en) Classements de Andrey Kuznetsov sur le site officiel de la Fédération internationale de tennis